# جو إليس (كرة سلة)
جو إليس (بالإنجليزية: Joe Ellis)‏ مواليد 3 مايو 1944 في أوكلاند، هو لاعب كرة سلة أمريكي سابق. بدأ مسيرته الاحترافية في سنة 1966. تم اختياره من قبل فريق غولدن ستايت ووريورز خلال الدرافت. حمل الرقم 31. يبلغ طوله 6 قدم 6 بوصة (2.0 م). اعتزل اللعب في 1974.

## روابط خارجية
- جو إليس على موقع إن بي أي (الإنجليزية)
- جو إليس على موقع سبورتس رفرنس (الإنجليزية)
- جو إليس على موقع كلية كرة السلة في سبورتس رفرنس.كوم (الإنجليزية)
- جو إليس على موقع ريلجم (الإنجليزية)
- جو إليس على موقع بروبوليرز (الإنجليزية)